# Лиховский поселковый совет
Лиховский поселковый совет (укр. Лихівська селищна рада) — входит в состав
Пятихатского района
Днепропетровской области
Украины.
Административный центр поселкового совета находится в 
пгт Лиховка.

## Населённые пункты совета
- пгт Лиховка
- с. Радужное
- с. Степовое

## Ликвидированные населённые пункты совета
- с. Красные Луки